# Eric Holmer
Eric Holmer (1980) è un ex sciatore alpino statunitense.

## Biografia
Holmer, attivo in gare FIS dal gennaio del 1996, in Nor-Am Cup esordì il 17 marzo 1997 a Jackson Hole in supergigante (36º), ottenne il primo podio il 14 dicembre 2002 a Lake Louise in discesa libera (3º) e l'unica vittoria il giorno successivo nelle medesime località e specialità. Nel circuito continentale nordamericano salì un'altra volta sul podio, l'11 febbraio 2003 a Le Massif in supergigante (3º), e prese per l'ultima volta il via il 16 febbraio 2007 a Big Mountain nella medesima specialità (10º); si ritirò al termine della stagione 2007-2008 e la sua ultima gara fu un supergigante FIS disputato il 30 marzo a Mount Bachelor, chiuso da Holmer al 2º posto. In carriera non debuttò in Coppa del Mondo né prese parte a rassegne olimpiche o iridate.

## Palmarès

### Nor-Am Cup
- Miglior piazzamento in classifica generale: 10º nel 2003
- 3 podi:
  - 1 vittoria
  - 1 secondo posto
  - 1 terzo posto

#### Nor-Am Cup - vittorie
| Data             | Località    | Paese  | Specialità |
| ---------------- | ----------- | ------ | ---------- |
| 15 dicembre 2002 | Lake Louise | Canada | DH         |

Legenda:

DH = discesa libera

### South American Cup
- Miglior piazzamento in classifica generale: 7º nel 2006
- Vincitore della classifica di discesa libera nel 2006
- 6 podi:
  - 4 vittorie
  - 2 secondi posti

#### South American Cup - vittorie
| Data              | Località | Paese | Specialità |
| ----------------- | -------- | ----- | ---------- |
| 31 agosto 2005    | La Parva | Cile  | DH         |
| 1º settembre 2005 | La Parva | Cile  | DH         |
| 29 agosto 2006    | La Parva | Cile  | DH         |
| 20 agosto 2006    | La Parva | Cile  | DH         |

Legenda:

DH = discesa libera